# O Positivismo
O Positivismo: Revista de Filosofia foi uma revista portuguesa fundada por Teófilo Braga e Júlio de Matos em 1878 na cidade do Porto.
Esta revista, dirigida pelos seus fundadores, foi publicada até ao ano de 1882 e teve como colaboradores diversas personalidades como Adolfo Coelho, Alexandre da Conceição, Amaral Cirne, Arruda Furtado, Augusto Rocha, Basílio Teles, Bettencourt Raposo, Cândido de Pinho, Consiglieri Pedroso, Ernesto Cabrita, Horácio Esk Ferrari, João Diogo, Manuel Emygdio Garcia, Teixeira Bastos, e Vasconcelos Abreu.
"O Positivismo" em formato de 23 cm (), foi editada em quatro volumes pela livraria Universal de Magalhães & Moniz do Porto